# Гогенлоэ, Хубертус фон
Принц Хубертус фон Гогенлоэ (исп. Hubertus von Hohenlohe); полное имя принц Хубертус Рудольф цу Фюрстенберг цу Гогенлоэ-Лангенбург (нем. Hubertus Rudolph Prinz zu Fürstenberg zu Hohenlohe-Langenburg, род. 2 февраля 1959, Мехико) — мексиканский бизнесмен, горнолыжник, фотограф, музыкант и актёр из рода Гогенлоэ. Имеет двойное гражданство — Мексики и Лихтенштейна. Обладатель рекорда Книги Гиннесса за участие в 20 чемпионатах мира по горнолыжному спорту (1982—2005, 2009—2023). 

## Биография
Принц Хубертус Рудольф фон Фюрстенберг цу Гогенлоэ-Лангенбург родился 2 февраля 1959 года в городе Мехико, Мексика. По месту рождения Хубертус фон Гогенлоэ имеет мексиканское гражданство. По решению его деда с 1918 года медиатизированный княжеский род имеет подданство княжества Лихтенштейн. Отец — принц Альфонсо цу Гогенлоэ-Лангенбург (28 мая 1924 — 21 декабря 2003), мать — Ира фон Фюрстенберг (род. в 1940 году). Дом Гогенлоэ имеет дальние родственные связи с домом Гримальди, правящим в Монако. 
Дядя Хубертуса принц Макс фон Гогенлоэ (1931—1994) выступал за Лихтенштейн на Олимпийских играх 1956 года, где занял 45-е место в скоростном спуске. Представитель более старшего поколения дома Гогенлоэ Эрнст цу Гогенлоэ (1891—1947) представлял Австрию в олимпийском турнире фехтовальщиков 1912 года.
Когда Хубертусу было четыре года, семья переехала в Марбелью, Испания.
С 10 лет учился в монастырской школе-интернате в земле Форарльберг, Австрия, где и освоил горные лыжи.

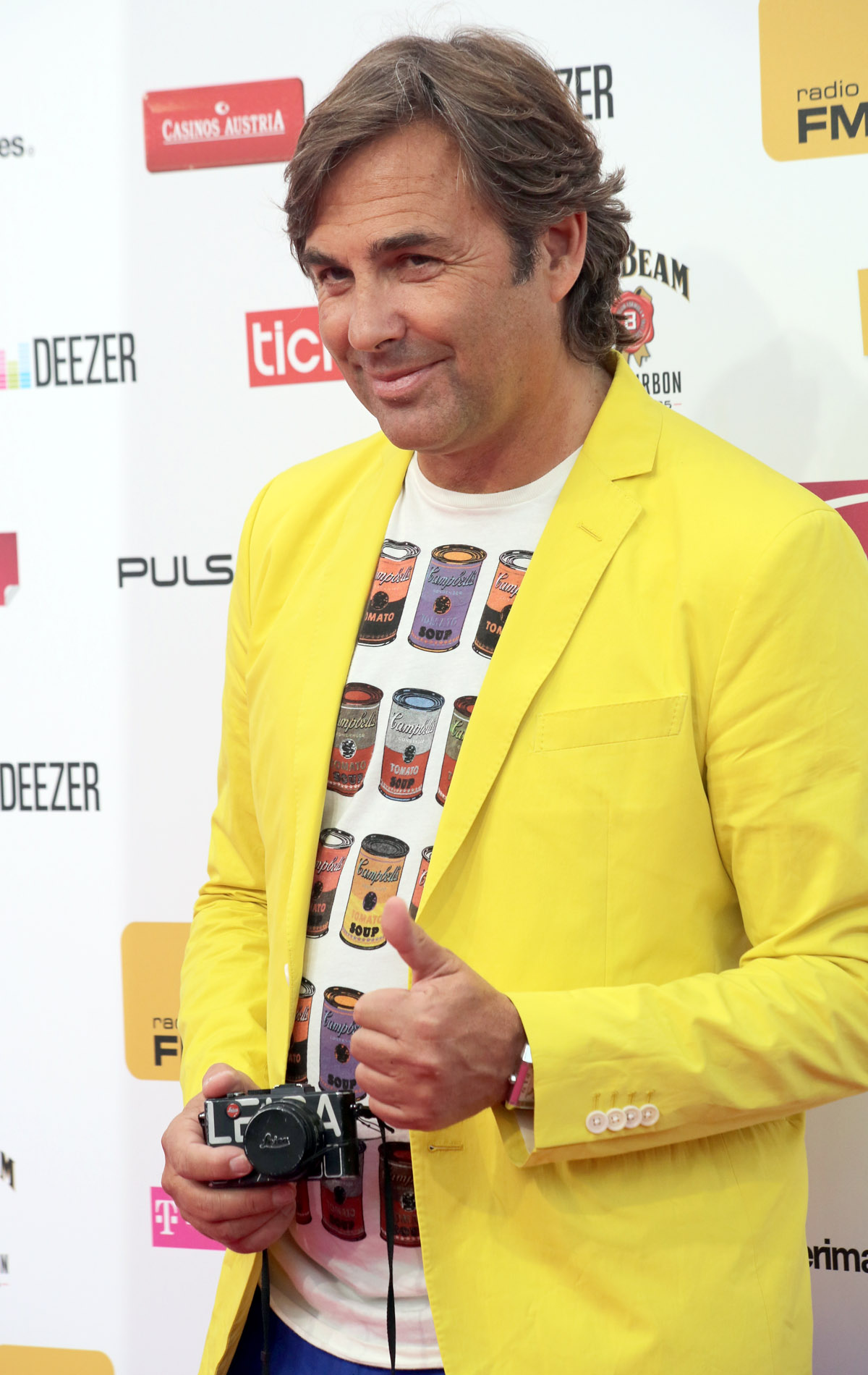
2013 год

Хубертус фон Гогенлоэ в 1981 году стал основателем Федерации горнолыжного спорта Мексики. Он является бессменным её руководителем. Он принимал участие в зимних Олимпийских играх шесть раз — 1984, 1988, 1992, 1994, 2010 и в 2014 году. Лучшим результатом было 46-е место. Хубертус фон Гогенлоэ — самый старший из участников Олимпиады 2014 года в Сочи. Олимпиада-2014 могла бы стать для него девятой, но Хубертус не выступал на Играх 1998, 2002 и 2006 годов, хотя в этот же период участвовал в чемпионатах мира. В Турин-2006 Олимпийский комитет Мексики решил не посылать команду из одного человека, а вот в Ванкувере Хубертус выступил, став 46-м в слаломе и 78-м в гигантском слаломе. На Играх в Сочи он выступал в качестве знаменосца сборной Мексики, будучи единственным представителем этой страны. Его участие в соревнованиях ограничилось слаломом, но из-за падения он не смог доехать до финиша. В 2018 году Хубертус пытался пройти квалификацию на Олимпийские игры в Пхёнчхане, где он мог стать первым горнолыжником в истории, кто принимал участие в семи Играх. Однако в итоге Хубертус не смог отобраться на Игры, но он разработал дизайн комбинезонов мексиканских горнолыжников.
Он обладатель рекорда Книги Гиннесса за участие в 20 чемпионатах мира по горнолыжному спорту (1982, 1985, 1987, 1989, 1991, 1993, 1996, 1997, 1999, 2001, 2003, 2005, 2009, 2011, 2013, 2015, 2017, 2019, 2021, 2023).
Фон Гогенлоэ начал свою карьеру как музыкант в середине 1980-х. В 1988 году выпустил свой первый компакт-диск.
Хубертус с 2001 года занимается профессиональной фотографией. Его работы были представлены на выставках в городах: Барселона (2002), Марбелья (2003), Братислава (2004), Пиза (2004), Болонья (2004), Гамбург (2005), Вена (2005), Париж (2006), Гамбург (2006), Афины (2007).
Хубертус — владелец многих увеселительных заведений на Мальорке и в Марбелье, которыми владели ещё его отец и дед, распознавшие перспективу развития этих курортов.
Старший брат Хубертуса принц Кристоф фон Гогенлоэ-Лангенбург умер при невыясненных обстоятельствах в 2006 году, после того как был заключён в тюрьму в Таиланде.

## Галерея
- Герб принца: 1 — Священная Римская империя
 2 — ? 
3 — Гогенлоэ
4 — Глайхен 
5 — Лангенбург

Герб принца: 1 — Священная Римская империя 2 — ? 3 — Гогенлоэ 4 — Глайхен 5 — Лангенбург
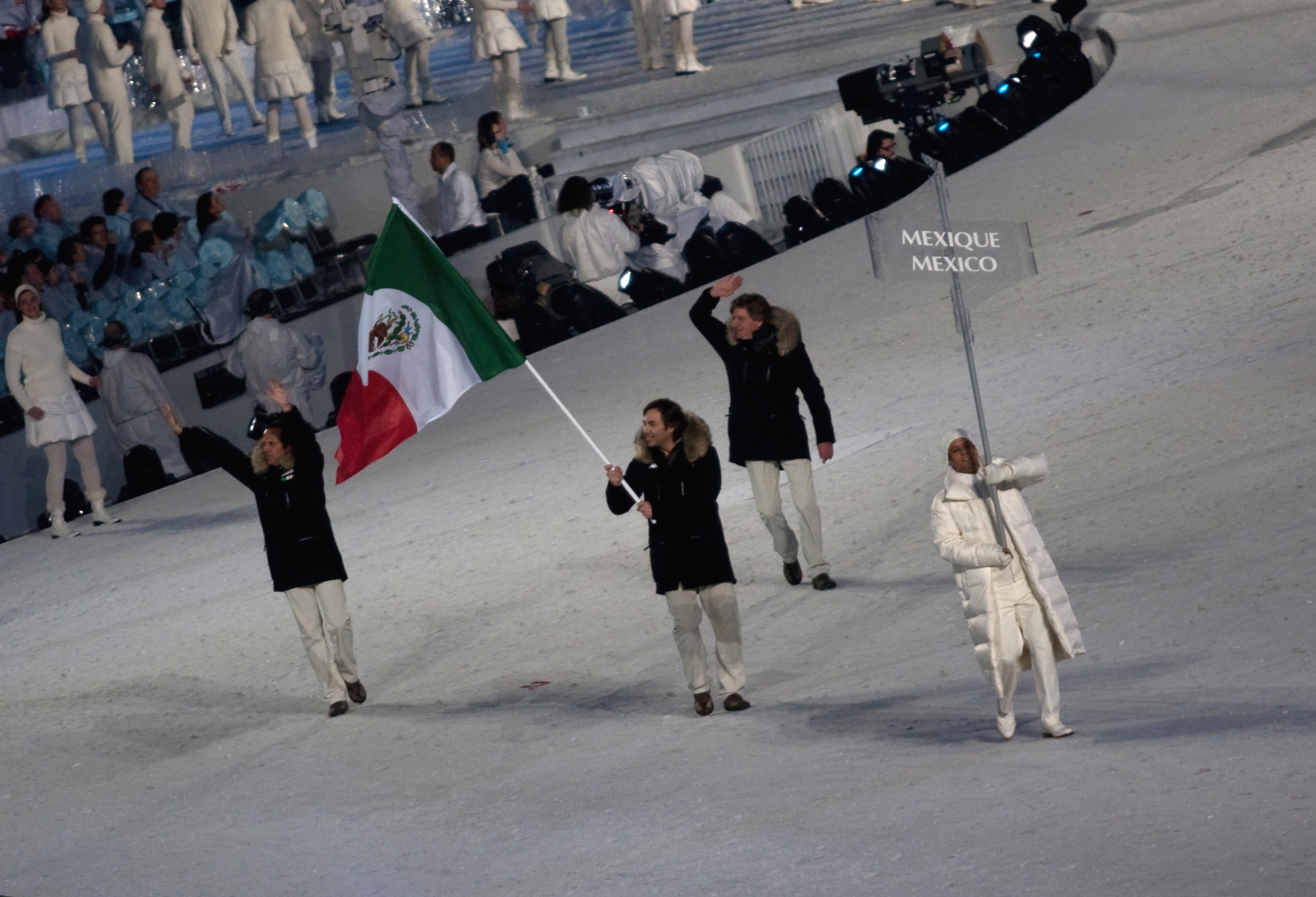
Олимпиада, 2010 год